# Falanstério do Saí
Falanstério do Saí ou Colônia Industrial do Saí foi uma comunidade experimental intencional fourierista formada em 1841 por colonos franceses, na península do Saí, às margens da Baía de Babitonga, nas imediações da atual Vila da Glória, próximo à atual cidade histórica de São Francisco do Sul, em Santa Catarina, no sul do Brasil.

## Primeira fundação
A iniciativa foi em grande medida arquitetada pelo médico Benoît Jules Mure que, inspirado pela proposta do filósofo francês Francois Marie Charles Fourier, trabalhou arduamente para a constituição da então Colônia Industrial do Saí.
Mure conseguiu o apoio de um coronel local, Oliveira Camacho, e do então presidente da Província de Santa Catarina, Antero Ferreira de Brito. Este apoio foi-lhe fundamental para posteriormente conseguir a ajuda financeira do Governo Imperial do Brasil para seu projeto.[falta citação]
Em pouco tempo no entanto, surgiram dissidências entre os colonos chegados da França, e um grupo, à frente do qual estava Michel Derrion, constituiu outra colônia nas proximidades, junto à foz do rio Palmital — a Colônia do Palmital, hoje Vila da Glória.
No mesmo ano chegava uma nova leva de 117 pessoas, ocorrendo maiores divergências e conflitos. Dos recém-chegados, uns reembarcaram, outros dispersaram-se. Afinal, só quatro ficaram no Palmital e 28 no Saí — destes, 14 indecisos. Continuaram as desavenças, de modo que em 1843 apenas nove dos antigos colonos ainda permaneciam no Saí, sem estabelecimento fixo. Benoit Mure abandonou a experiência e foi para o Rio de Janeiro, onde montou uma clínica homeopática e viveu de 1843 a 1848.
Em 1864, somente restava uma família de seis pessoas, podendo considerar-se extinta a colônia do Saí.

## Refundação
Em 1857 houve uma nova tentativa de colonização do Saí, por um negociante de sobrenome Flores, proveniente do Rio de Janeiro, que ali a restabeleceu com alguns colonos portugueses. A finalidade do estabelecimento era mais comercial que experimental, pois se ocupava da compra de gêneros para exportação, beneficiamento de arroz e construção naval. Os colonos eram, na sua quase totalidade,  carpinteiros e pedreiros, contratados por um prazo determinado, findo o qual, retiravam-se para onde melhores vantagens se lhes oferecessem. Na época haviam entrado para o estabelecimento 45 pessoas, das quais 29 permaneceram, além de seis diaristas e cinco escravos. Daí em diante, não havendo referências documentais ao pequeno núcleo, considera-se que tenha sido definitivamente extinto.

## Legado histórico
Apesar de ser anterior à criação do termo, o Falanstério do Saí é considerado como o primeiro núcleo colonial francês e a primeira influência do socialismo utópico no Brasil.